# San Pedro (Albacete)
San Pedro es un municipio español situado al sureste de la península ibérica, en la provincia de Albacete, dentro de la comunidad autónoma de Castilla-La Mancha. Está ubicado en la comarca de la sierra de Alcaraz. Se encuentra a 35 km de la capital provincial. 
En 2020 contaba con 1.171 habitantes, según los datos oficiales del INE. Algo más de un centenar reside en las pedanías de Cañada Juncosa, Casas de Abajo y Cuevas del Molino de las Dos Piedras (pedanía que debe su nombre a la presencia de antiguas casas-cueva, excavadas en un cerro).
El término, de gran atractivo natural, queda configurado por un paisaje de vega y monte bajo atravesado por una cañada. En esta cañada se quiso construir una línea férrea que uniría Baeza con Utiel; hoy es conocida como la vía verde.
El casco urbano está dividido en dos barrios: uno viejo, que incluye el Ayuntamiento y la iglesia, y otro en el cual destaca La Peñica. Ambos quedan separados por la vega del río Quéjola.

## Geografía
La extensión del término municipal es de 83,12 km² y está situado a 836 m s. n. m.

## Geografía humana

### Demografía
Cuenta con una población de 1185 habitantes (INE 2024).

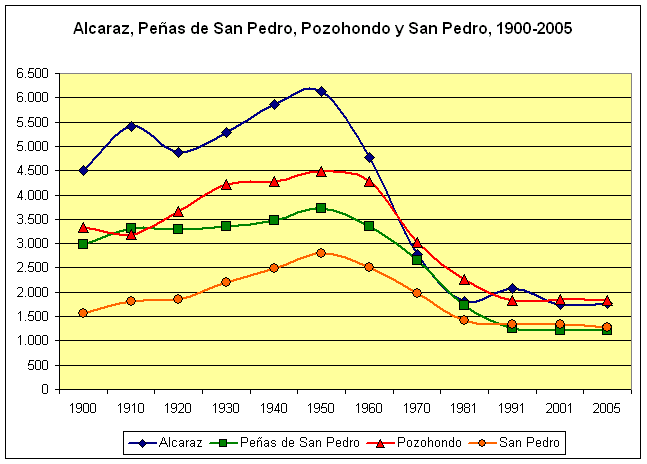
Evolución demográfica comparada de San Pedro (naranja) con Alcaraz, Peñas de San Pedro y Pozohondo.

| Gráfica de evolución demográfica de San Pedro entre 1857 y 2021 |
| |
| Población de derecho según los censos de población del INE Población de hecho según los censos de población del INEEntre el censo de 1857 y el anterior, aparece este municipio porque se segrega del municipio 02065 (Pozuelo) |

### Comunicaciones
Se llega desde Albacete por la carretera N-322.

## Fiestas
Los patrones del pueblo son San Pedro Apóstol, como es de suponer, y la Virgen del Pilar. Sus fiestas patronales son del 26 al 30 de junio.
A finales del siglo XX se incorporaron las fiestas del día del Pilar (octubre).
Se celebra de antiguo el Jueves Lardero, y tenía como tradición que los quintos mataran un cordero y se reunieran para comerlo juntos. Por carnaval se hacían fritillas para ofrecérselas a las máscaras.

## Gastronomía
Destacan las fritillas anteriormente nombradas, el ajo de mataero, los caracoles en su salsa, el atascaburras, las tajás de tocino, el ajopringue y el pisto y conejo al ajillo. Y ahora setas si las encuentras.